# Zlatý tuleň
Zlatý tuleň (anglicky The Golden Seal) je americký dobrodružný film z roku 1983 režírovaný Frankem Zunigou.

## Děj
V prostředí daleko od civilizace žije 10letý Erik se svými rodiči Jimem a Tanjou. Při pravidelné cestě do vzdáleného obchodu svezou Semejona a jeho syna Alexeje. Semejon jim vypráví legendu o zlatém tuleni. O několik dní později se během bouře Erik ukryje do boudy. Do stejné boudy se ukryje zlatá tulenice, které se narodí mládě. Erik o tom vyprávé otci. Jeho otec se vydá k boudě a chce tuleně zastřelit, Erik se mu ale postaví do cesty. Otec Erika společně s dalšími lovci se snaží Erika přesvědčit, aby ustoupil, ale nepodaří se jim to. Erik tuleně zachrání.

## Obsazení
| Steve Railsback  | Jim Lee     |
| Torquil Campbell | Eric Lee    |
| Penelope Milford | Tanja Lee   |
| Michael Beck     | Crawford    |
| Seth Sakai       | Semejon     |
| Richard Narita   | Alexej      |
| Sandra Seacat    | Gladys      |
| Peter Anderson   | Tom         |
| Terence Kelly    | Mongo       |
| Tom Heaton       | koktavý muž |